# David Serra Cervera
David Francisco Serra Cervera (Benisa, 1969) es un político español.
Ha trabajado como coordinador de formación de la Federación Valenciana de Municipios y Provincias y director comarcal de patrimonio cultural y política lingüística. De 1994 a 1999 fue presidente de Nuevas Generaciones del PP en Valencia y diputado por Alicante a las elecciones a las Cortes Valencianas de 1999. Fue nombrado entonces secretario de cultura y política lingüística hasta 2004, cuando fue nombrado secretario del deporte.
Nuevamente fue elegido diputado por Alicante a las elecciones a las Cortes Valencianas de 2007 y de 2011. Formaba parte del círculo cercano de Rita Barberá. 

## Corrupción
David Serra está imputado por presuntos delitos electorales en el marco de las investigaciones del llamado caso Gürtel.
El 3 de diciembre de 2013, el juez instructor del Tribunal Superior de Justicia de la Comunidad Valenciana le imputa nuevos hechos de carácter delictivo, por las contrataciones del Open de Tenis 2007 (ya estaba imputado por las contrataciones del Open de Tenis de 2006) cuando era secretario autonómico de Deportes de la Generalidad Valenciana y lo cita a declarar el día 17 de diciembre. Dimitió como diputado a las Cortes en septiembre de 2014 después de que el 24 de julio de 2014 fuera procesado por el Caso Gürtel.